# Zemné hradisko
Zemné hradisko je přírodní rezervace v oblasti Slovenský kras.
Nachází se v katastrálním území obcí Dvorníky-Včeláre a Hrhov v okrese Rožňava a okrese Košice-okolí v Košickém kraji. Území bylo vyhlášeno v roce 1993 na rozloze 55,946 ha. Ochranné pásmo nebylo stanoveno.